# Švarná Hanka
Švarná Hanka – górskie schronisko turystyczne położone w Beskidzie Morawsko-Śląskim w Czechach. Budynek znajduje się na wysokości 860 m n.p.m. na grzbiecie Grunia (870 m n.p.m.,), w granicach administracyjnych Starych Hamrów.

## Historia
Švarná Hanka powstała w 1887 roku i w czeskich źródłach jest określana jako najstarszy tego typu obiekt w Beskidach. Jej powstanie wiąże się z osobą Słowaczki Anny Wieliczkovej (cz. Hanka Veličková), która miała tu przywędrować i osiedlić się w końcu XIX wieku. Za zarobione i zaoszczędzone pieniądze kupiła niewielki dom, w który otworzyła „ferlok”, w którym sprzedawała piwo, alkohol i bryndzę. Z czasem, dzięki rozwojowi turystyki, kupiła gospodarstwo sąsiada i założyła gospodę, którą zaczęto nazywać U Švarné Hanky. Gospodarzyła w niej do 1900 roku, kiedy sprzedała gospodarstwo, przenosząc się do Morawki.
Gospodę przejął nowy właściciel. W 1904 roku budynek strawił pożar, jednak został on szybko odbudowany i stał się jednym z centrów czeskiej turystyki na tym terenie, konkurując z obiektami Beskidenvereinu. Jej ostatnim właścicielem przed nacjonalizacją w 1948 roku był ostrawski przedsiębiorca Adolf Sehnal. Następnie obiekt przeszedł w ręce państwowe, będąc m.in. w zarządzie Kopalni Ostrawsko-Karwińskich (Ostravsko-karvinské doly, OKD). Z administracji tej obiekt wyszedł bardzo zniszczony (m.in. z zapadniętym dachem) i wymagał remontu kapitalnego. Siłami nowych właścicieli został przywrócony do ruchu turystycznego z początkiem kwietnia 2008 roku.

## Warunki
Obiekt oferuje 45 miejsc noclegowych z możliwością dostawek (do 50) w pokojach 2, 3, 4, 5 osobowych z umywalkami. Węzeł sanitarny na korytarzu. Prowadzi również wyżywienie. W miesiącach letnich (lipiec-sierpień) schronisko jest otwarte codziennie, w pozostałym okresie - od czwartku do niedzieli.

## Szlaki turystyczne
- Stare Hamry - Hotel Charbulák - Švarná Hanka – Grúň (węzeł szlaków z    ) – Bílý Kříž (905 m n.p.m.) – Chata Sulov – Sulov (943 m n.p.m.) węzeł szlaków